# Eoghan mac Néill
Eoghan mac Néill (vieil irlandais: Eóġan mac Néill) (mort 465 en Irlande) fils de Niall aux Neuf otages, est le souverain fondateur du royaume d'Ailech, plus tard connu comme le Tír Eoghain dans le moderne Comté de Tyrone au Ve siècle. Il est également l'ancêtre éponyme de la dynastie des Cenél nEógain dont sont issus les septs (MacLaughlin, O'Neill, Corrigan, etc.).

## Biographie

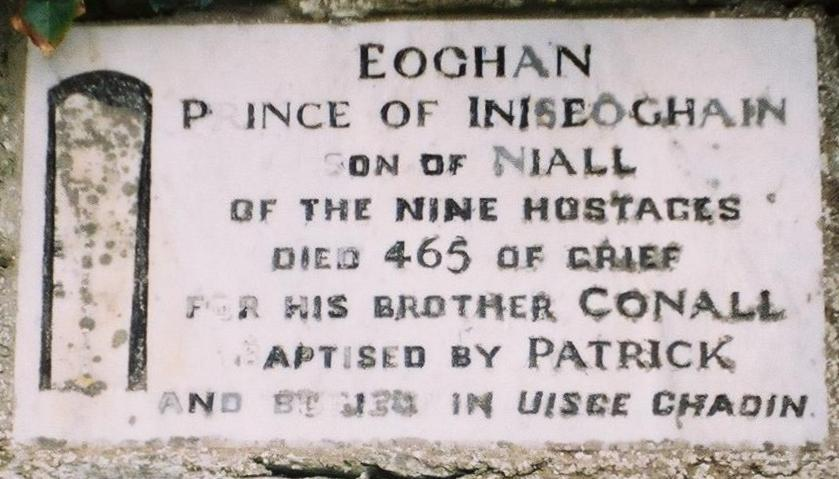
La plaque marquant le lieu d'inhumation de Eógan mac Néill.

Eoghan est présenté comme un proche de saint Patrick dont il reçoit la bénédiction. Avec son frère l'ard ri Erenn Lóegaire mac Néill (mort en 462), il est l'un des juges chargé de régler la succession de Amalgaid mac Fiachrae († vers 440), roi de Connacht parmi ses fils en compétition pour contrôler le territoire du Tir Amalgaidh dans le nord-ouest du Connacht.
Eoghan, roi de Tír Eoghain, et prince d'« Inis Eoghain » est inhumé dans l'église de St. Patrick à Iskaheen, Inishowen, dans le comté de Donegal où se trouve une plaque portant l'inscription suivante « Eoghan Prince d'Iniseoghain, fils de Niall aux Neuf otages. Il serait mort de chagrin en 465 à la suite du décès de son frère Conall. Baptisé par Patrick et inhumé à Uisce Chaoin ».

## Postérité
Selon les généalogies traditionnelles. Eoghan aurait épousé Marb/Inderb fille du roi des Saxons (?) dont :
- Dallán, fondateur du Cenél nDalláin ;
- Fergus, fondateur du Cenél Ferguso ;
- Óengus, fondateur du Cenél nÓenguso ;
- Eochu Binnech, fondateur du Cenél mBinnich ;
- Fedelmid, fondateur du Na Bretcha ;
- Muiredach mac Eógain, son successeur à Ailech;

## Sources
- (en) Cet article est partiellement ou en totalité issu de l’article de Wikipédia en anglais intitulé « Eógan mac Néill » (voir la liste des auteurs), édition du 18 octobre 2013.
- (en) Edel Bhreathnach The kingship and landscape of Tara, Editor Four Courts Press for The Discovery Programme Dublin (2005).
- Annales d'Ulster at CELT: Corpus of Electronic Texts at University College Cork.
- Francis John Byrne (2001), Irish Kings and High-Kings, Dublin: Four Courts Press  (ISBN 978-1-85182-196-9).
- Thomas M. Charles-Edwards (2000), Early Christian Ireland, Cambridge: Cambridge University Press  (ISBN 0-521-36395-0).
- Revised edition of McCarthy's synchronisms at Trinity College Dublin.
- (en) Dictionary of Irish Biographie article de Ailbhe Mac Shamhrain, Éogan